# Европейская мерлуза
Европейская мерлуза, или обыкновенная мерлуза, или европейский хек, или обыкновенный хек (лат. Merluccius merluccius) — вид рыб из семейства мерлузовых (Merlucciidae). Обитает в умеренных водах северо-восточной и восточно-центральной Атлантики, включая Средиземное и Чёрное море, между 76° с. ш.  и 18° с. ш. и между 30° з. д. и  42° в. д.  Встречается на глубине до 1075 м. Максимальная зарегистрированная длина 140 см. Размножается икрометанием. Является объектом целевого коммерческого промысла.

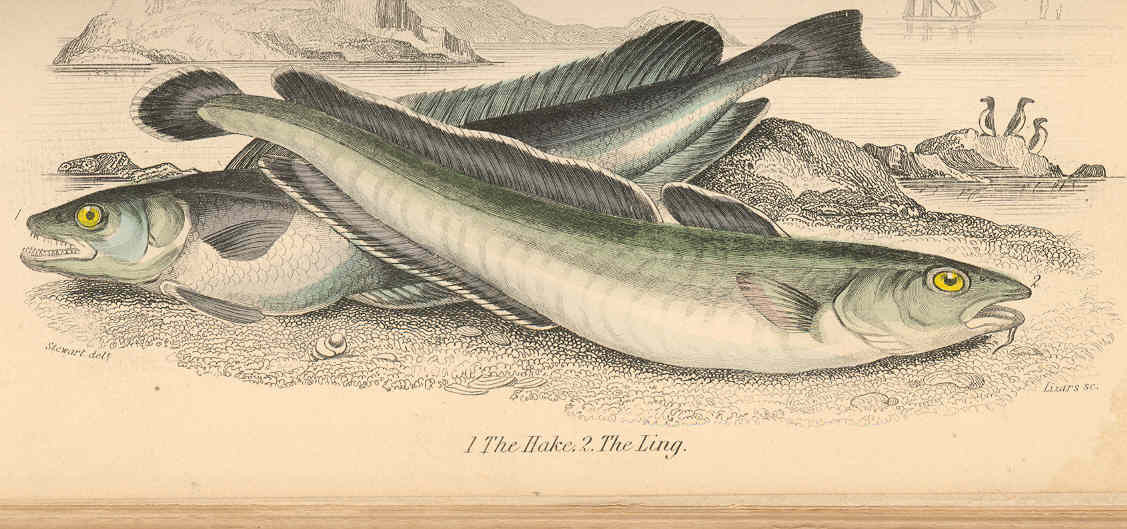
Старинная гравюра (1866) с изображением европейской мерлузы

## Ареал и среда обитания
Европейская мерлуза обитает в северо-восточной и центрально-восточной Атлантике, на юге ареал доходит до Мавритании, а на севере до Исландии и Лофотенских островов. Заходит в Средиземное и Чёрное море. Встречается в средней и нижней части континентального шельфа на глубине 30—1075 м, наиболее распространена в диапазоне 70—400. Днём держится у дна, а ночью поднимается в толщу воды.  

## Описание
Тело прогонистое, умеренно сжатое с боков, высота в 5,7—6,0 меньше длины тела. Голова крупная, уплощённая сверху, в 3,3—4,0 раз меньше длины тела. Затылочный гребень низкий и V-образный. Рот конечный, челюсти крупные. Нижняя челюсть длиннее верхней, усик на подбородке отсутствует. Длина верхней челюсти в 1,9—2,1 раз меньше длины головы. Рыло удлинённое и сжатое, его длина составляет 30,2—34,5 % длины головы, кончик широкий и закруглённый. Межглазничное пространство обширное, слегка приподнятое, его ширина составляет 21,5—28,4 % длины головы. Глаза крупные. Диаметр глаза в 4,3—5,5 раз меньше длины головы.  Имеются сошниковые зубы. Первый полный луч спинного плавника гибкий и упругий. Хвостовой плавник обособлен от спинного и анального плавника, второй спинной и анальный плавники примерно одинаковой высоты. Поперечные отростки позвонков у мерлуз расширенные и уплощённые. Первый позвонок и поперечный отросток позвонка прикреплены к черепу. Жаберные тычинки хорошо развиты, толстые, короткие, с тупыми кончиками. На первой жаберной арке 8—11 жаберных тычинок. 
Два раздельных спинных плавника, первый — короткий, высокий, треугольной формы. Второй спинной плавник удлинён и частично разделён неглубокой выемкой, расположенной  на расстоянии 1/3 от конца плавника. Анальный плавник похож на второй спинной плавник. Грудные плавники длинные, тонкие и высоко расположенные. У взрослых рыб не достигают до начала анального плавника. Боковая линия почти прямая, в передней части приподнята вверх, состоит из 127—156 чешуй. Зубы на обеих челюстях хорошо развитые, большие и острые, выстроены в два неровных ряда. Верхние зубы неподвижно закреплены. Нёбные зубы отсутствуют. Хвостовой плавник меньше головы, с возрастом развилка увеличивается. Хвостовой скелет состоит из набора костей в виде X и Y. Дорсальная поверхность тела и головы, за исключением переднего кончика рыла, покрыта мелкой и тонкой циклоидной чешуёй. В первом спинном плавнике 7—11 лучей, во втором спинном и анальном по 36—40, в грудных плавниках 12—14. Брюшные плавники расположены перед грудными. Количество позвонков 49—54. Окраска серебристо-серая, спинка и дорсальная поверхность головы черновато-серые или коричневые, над основанием грудного плавника имеется тёмное пятно. Ротовая полость чёрная. Брюшко серебристо-белое. Радужка золотистая, зрачок иссиня-чёрный.
Максимальная зарегистрированная длина 140 см, а вес — 15 кг. Средняя длина не превышает 30—60 см. Максимальная продолжительность жизни 20 лет. 

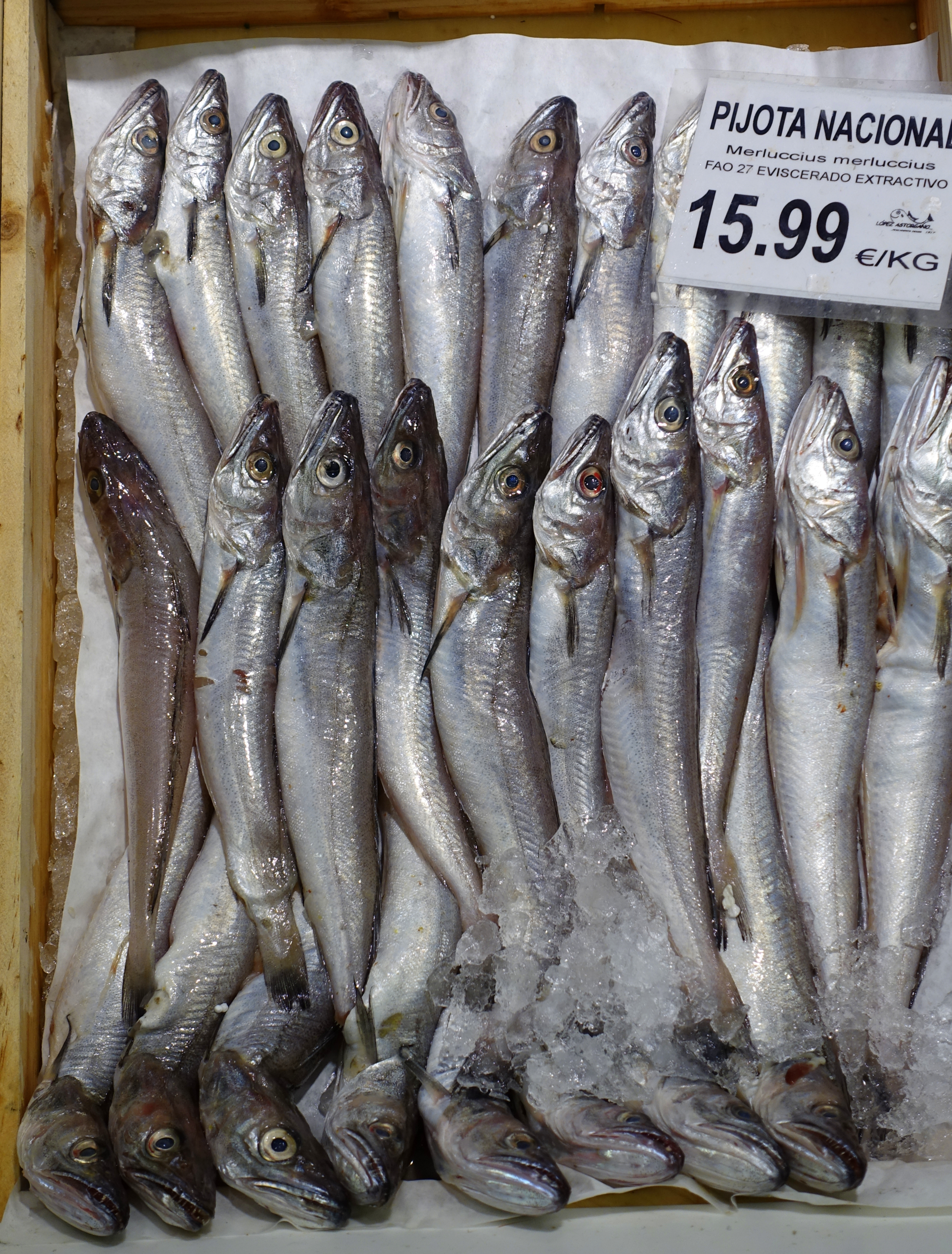
Европейская мерлуза на рынке в Мадриде

## Биология
Взрослые рыбы питаются пелагической рыбой (анчоусами, сельдью, скумбрией, сардиной, тресковыми) и кальмарами; молодь — мелкими ракообразными, в основном эвфаузиевыми и амфиподами.  
Нерест в европейских водах очень продолжителен — с весны до осени; икрометание порционное. Икра пелагическая. Желток содержит жировую каплю. Выметанные икринки всплывают к поверхности; личинки живут в толще воды до фазы малька, после чего постепенно переходят к придонному образу жизни. В Средиземном море нерест протекает на глубине 100—300 м, в Кельтском море не глубже 150 м. Самцы и самки, принадлежащие атлантической популяции, достигают половой зрелости при длине 40 и 57 см в возрасте 5 и 7 лет соответственно. Самцы и самки, обитающие в Средиземном море, становятся половозрелыми при длине 26—27 см и 26—40 см. К двухлетнему возрасту длина рыб составляет 24—25 см, а к 20 годам в среднем 79 см у самцов и 100,5 см у самок. Рыбы средиземноморской популяции растут быстрее. Плодовитость самок составляет 2—7 миллионов икринок. 

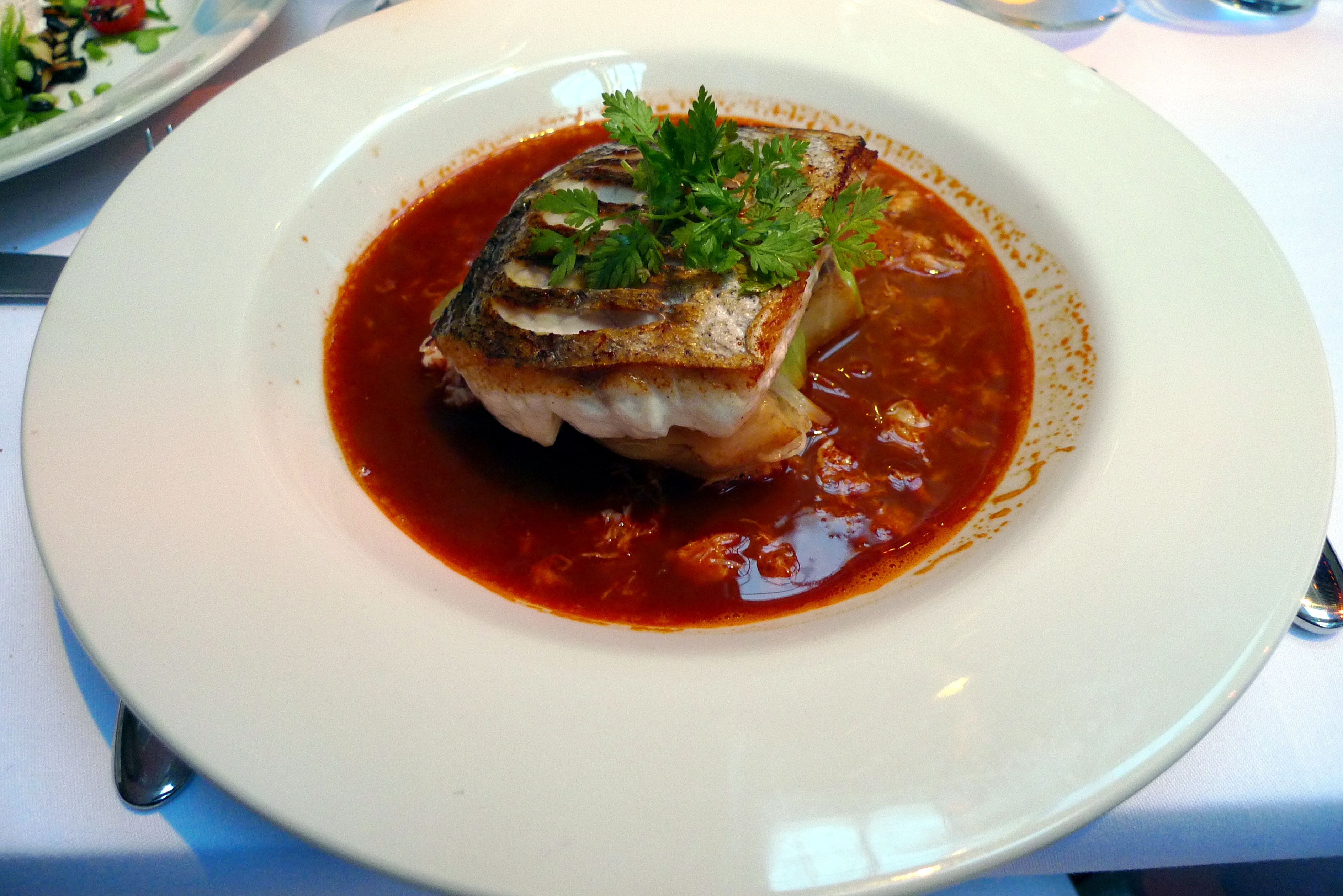
Обжаренное филе обыкновенного хека

## Взаимодействие с человеком
Ценная промысловая рыба. В европейских водах промысловые скопления мерлуза образует обычно перед и во время нереста. Промысел ведётся в основном у берегов Англии, Испании, Шотландии и Португалии, в Бискайском заливе и у северо-западной Африки. Наибольшие уловы наблюдаются в зимний и весенний сезоны на глубине 200—400 м. Европейскую мерлузу ловят преимущественно донными тралами и иногда ярусами. Мировые уловы обыкновенного хека в 1990-х годах составляли от 64,4 до 115,5 тыс. тонн. Запасы мерлузы в восточной Атлантике оцениваются в 150 000 тонн. У этой рыбы вкусное белое и нежирное мясо. Оно поступает на рынок в свежем, замороженном, вяленом, солёном и консервированном виде. Средняя пищевая ценность: вода 80,3 г, белки 18,3 г, жиры 1,3 г, Омега-3 0,2 мг, калорийность на 100 г составляет 85 Ккал. 
Численность популяции европейской мерлузы может снижаться из-за перелова. Введены ограничения на минимальную длину промысловой рыбы (в Турции 25 см, в странах ЕС и Марокко 20 см).  Международный союз охраны природы присвоил виду охранный статус «Вызывающий наименьшие опасения».